# Caramânia
Caramânia ou Caramane (em turco: Karaman), chamada Laranda na Antiguidade, é uma cidade e distrito do sul da Turquia, capital da província homónima, na região da Anatólia Central. O distrito tem 4 036 km² de área e em dezembro de 2021 tinha 203 830 habitantes (densidade: 50,5 hab./km²), dos quais 172 683 na cidade.